# Canal 1 (Irán)
El Canal 1 (farsi: شبکه یک) es uno de los 16 canales de televisión nacionales en Irán.
El Canal 1 fue el primer canal de televisión nacional en Irán, y ahora es el canal más antiguo de la televisión iraní tras haber sido establecido en 1966. El canal es mencionado por algunos como el Canal Nacional, ya que la mayor parte del presupuesto de la televisión IRIB está reservado para este canal.
El canal tiene una amplia gama de programación, tales como espectáculos infantiles, obras de teatro, las películas más importantes de Irán, y programas de entrevistas. El canal también tiene la emisión de noticias iraní más vista, y televisa las oraciones del viernes. El Canal 1 también televisa los principales eventos deportivos hasta el Canal 3 (Irán) llegando a alcanzar los derechos de esas emisiones, así como un gran número de espectadores.